# Classificação do clima de Thornthwaite
A Classificação Climática de Thornthwaite é um sistema de classificação climática criado por Charles Warren Thornthwaite, no qual o factor mais importante é a evapotranspiração potencial e a sua comparação com a precipitação que são típicas de uma determinada área. Com base nesses dados, são calculados vários índices. O índice de umidade total (MI) é usado para classificar o clima numa escala de umidade que vai do seco (MI entre -110 e -66) ao muito húmido (com MI superior a 100). Outro dos índices de Thornthwaite, o índice de eficiência térmica, é usado para classificar os climas entre megatérmico e gelado. Ambos estes índices dividem os climas em 9 classes climáticas diferentes.